# Mystromys albicaudatus
Mystromys albicaudatus là một loài động vật có vú trong họ Nesomyidae, bộ Gặm nhấm. Loài này được A. Smith mô tả năm 1834.

## Hình ảnh

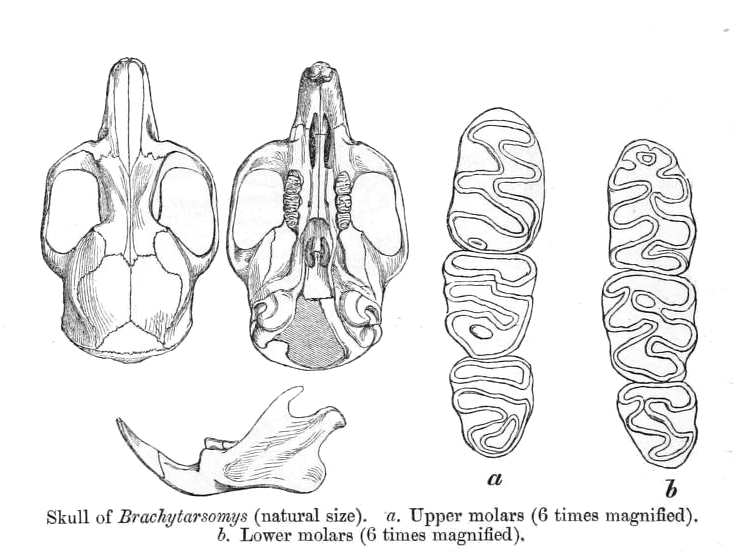